# Omen (chanson de Prodigy)
Pour les articles homonymes, voir Omen.
Singles de The Prodigy
Invaders Must Die
(2008) Warrior's Dance
(2009)
Clip vidéo
[vidéo] « Omen », sur YouTube
Omen est une chanson du groupe britannique The Prodigy extraite de leur album Invaders Must Die sorti le 23 février 2009.
La chanson est sortie en single le 16 février 2009, une semaine avant la sortie de l'album. C'était le premier single commercial de cet album.
Le single a débute à la 8e place du classement des ventes de singles britannique la semaine du 15 au 21 février 2009 et la semaine suivante atteint sa meilleure position à la 4e place (pour une présence totale de 21 semaines dans le classement).

## Classements
| Classement (2009)              | Meilleure position |
| ------------------------------ | ------------------ |
| Royaume-Uni (UK Singles Chart) | 4                  |